# Instituto Liechtenstein
El Instituto Liechtenstein (en alemán: Liechtenstein-Institut) es un centro de investigación científica y una institución académica en Bendern, en el Principado y nación europea de Liechtenstein.
El Instituto lleva a cabo investigaciones sobre historia, política, derecho y la economía de Liechtenstein.
El Instituto de Liechtenstein fue fundado el 15 de agosto de 1986, en la fiesta nacional del Principado de Liechtenstein por la iniciativa de Gerard Batliner como un centro de investigación para la investigación práctica y fundamental relativa a Liechtenstein. El Instituto no otorga títulos y no ofrece conferencias, que son típicos de las universidades. Sin embargo, el Instituto de Liechtenstein es una institución universitaria de acuerdo con la Ley de Educación Superior del Principado de Liechtenstein. La Institución organizadora del instituto es una sociedad sin ánimo de lucro constituida, de acuerdo con el derecho privado y empresarial de Liechtenstein.
Desde 1998, el Instituto de Liechtenstein está situado en el edificio actual, la antigua casa parroquial en la colina capilla de Bendern.
En los primeros años, la fundación del instituto se basó únicamente en las contribuciones privadas. Hoy en día las autoridades públicas proporcionan dos tercios de los medios necesarios para funcionar.